# Saint-Marcellin-lès-Vaison
Saint-Marcellin-lès-Vaison település Franciaországban, Vaucluse megyében. Lakosainak száma 335 fő (2022. január 1.). Saint-Marcellin-lès-Vaison Crestet, Entrechaux, Saint-Romain-en-Viennois és Vaison-la-Romaine községekkel határos.

## Népesség
A település népessége az elmúlt években az alábbi módon változott:
| Lakosok száma | 337  | 313  | 324  | 312  | 320  | 327  | 335  | 332  | 335  |
|               | 2013 | 2015 | 2016 | 2017 | 2018 | 2019 | 2020 | 2021 | 2022 |